# Cortaderia sericantha
Cortaderia sericantha är en gräsart som först beskrevs av Ernst Gottlieb von Steudel, och fick sitt nu gällande namn av Albert Spear Hitchcock. Cortaderia sericantha ingår i släktet Cortaderia, och familjen gräs. Inga underarter finns listade i Catalogue of Life.